# Naturkundliche Bildungsstätte Nordeifel
Die Naturkundliche Bildungsstätte Nordeifel befand sich in der Grundschule Lammersdorf (Kalltalschule) in Simmerath. Sie ging auf eine Initiative des Oberförsters Jürgen Mueller zurück. Die Sammlung wurde 1967 eröffnet und zeigte mit über 100 Exponaten charakteristische Beispiele der Tier- und Pflanzenwelt der Nordeifel und des Hohen Venn einschließlich einer umfangreichen Schmetterlingssammlung. Die behindertenfreundliche Räumlichkeiten konnten während der Schulzeiten per Voranmeldung besichtigt werden. Diese museale Einrichtung wollte vor allem biologisch interessierte Laien ansprechen und einen Einblick in die reichhaltige Natur dieser Region vermitteln. Darüber hinaus boten zwei Forstbeamte eine Führung durch die umliegenden Wald- und Forstgebiete bis hin zur Kalltalsperre an.
Seit dem Jahr 2019 gibt es die Sammlung an diesem Ort nicht mehr.